# 2015年土耳其反恐行動
2015年土耳其反恐行動，是指2015年7月24日起，土耳其安全總局（即土耳其的警察總局）所發動的一系列針對伊斯蘭國、库尔德工人党和革命人民解放黨-陣線的警方突擊搜查行動。此次行動的起因，是恐怖份子於7月20日，在尚勒烏爾法省蘇魯奇鎮的一次恐怖攻擊。
此次行動一開始在全國16個行政区同步展開，隨後擴大到超過34個，已確定有1050人被捕，與一名女性嫌犯死亡。
2015年7月28日土耳其總統埃爾多安呼籲國會取消庫爾德工人黨關連政黨國會議員的起訴豁免權，有評論認為埃爾多安有意藉此清除政壇上的反對者。